# Emília (série de televisão)
Emília é uma série de televisão portuguesa que estreou no dia 1 de maio de 2023 na RTP. Em simultâneo, a série completa ficou disponível para streaming na plataforma RTP Play.

## Sinopse
Emília sonha ser a melhor bailarina do mundo, mas Emília nunca fez efetivamente nada para o concretizar. Hoje faz 25 anos, começa a trabalhar na bomba de gasolina local, o que a leva a questionar-se sobre a sua vida só ser uma versão inferior ao que sempre sonhou. Nesse dia entra na bomba de gasolina Rosa, uma rapariga com quem Emília compara a sua vida nas redes sociais, o que lhe permite descobrir que há uma audição na companhia de dança contemporânea onde trabalha Rosa. A partir daí debate-se entre ir à audição, onde possivelmente pode ser rejeitada, e a possibilidade de, finalmente, mudar a sua vida e encontrar na dança o significado que tanto procura.

## Elenco
- Beatriz Maia como Emília
- Catarina Rebelo como Rosa
- Rita Loureiro como Mãe Emília
- Luís Araújo como Joel
- Tiago Fernandes como Fernando
- Igor Regalla como Gustavo
- Ivo Canelas como Coreógrafo
- Gustavo Rebelo
- Marco Mendonça como Rui
- Margarida Serrano como Emília (criança)
- Gonçalo Norton como Rapaz
- Catarina Machado
- João Nunes Monteiro como João
- Teresa Chaves como Cliente Bomba
- Maria Emília Correia Avó Emília
- Pedro Nuñez como Pai Emília
- João Lobão como Estafeta
- Carla Gomes como Voluntária

## Episódios
| # | Título                                         | Exibição original |
| --- | ---------------------------------------------- | ----------------- |
| 01 | "O Insustentável Peso do Talento Desperdiçado" | 1 de maio de 2023 |
| Emília está a trabalhar atrás do balcão da bomba de gasolina quando entra uma rapariga que a faz questionar para onde é que a sua vida está a ir. Sempre sonhou em ser bailarina mas desde pequena que foi claro que não valeria a pena tentar, pois o simples facto é que, segundo os adultos, Emília não sabe dançar. Nesse dia, ao stalkar a vida digital desta rapariga, descobre uma audição para a sua companhia de dança contemporânea. Debate-se entre arriscar ir à audição e possivelmente humilhar-se, ou continuar na sua vida desprovida de grande significado. Emília decide ir, depois arrepende-se rapidamente e, por fim, decide ir outra vez, mas quando lá chega depara-se com um mundo diferente do que tinha imaginado, onde não parece caber. Entra em pânico nos segundos antes de a chamarem, questiona tudo o que a fez chegar até ali.                                                                                  |                                                |                   |
| 02 | "Uma Leveza Inesperada"                        | 8 de maio de 2023 |
| Emília entra na sala de audição e é surpreendida pela sensibilidade dos bailarinos, ela quer pertencer ali. Mas quando fala com a Rosa no camarim começa a ter as suas dúvidas e quando chega à bomba está pronta para desistir novamente, não tem tempo suficiente para se preparar e não sabe os nomes dos passos da coreografia. Recorda como falhou na audição quando era pequena e fica paralisada. Decide ir ter com o ex namorado que gosta da sua vida exatamente como é mas apercebe-se que ela não quer contentar-se com nada. Ela tem de tentar. A mãe ouve isto e tenta ajudá-la com um momento de confusão e Emília percebe que só ela se pode ajudar a si própria, deixando de se comparar às outras pessoas. Consegue acabar a coreografia e volta à última fase da audição: os solos. Cheia de coragem, consegue ultrapassar o seu passado e usa aquilo que a faz especial, sem se preocupar mais com o que os outros vão pensar. |                                                |                   |
| 03 | "Uma Questão de Pov"                           | ASA               |
| 04 | "As Poucas Vantagens de Ser-Se Invisível"      | ASA               |
| 05 | "Nascida Para Sofrer"                          | ASA               |
| 06 | "Ansiedade Digital"                            | ASA               |